# 鞘柄木科
鞘柄木科只有1属3种，分布在喜马拉雅山东部和中国西南部，中国有2种。
本科植物为小乔木；单叶互生，一般5裂，叶柄长，无托叶；花单性，雌雄异株，排成大型的圆锥花序，花瓣5，雌花无花瓣；果实为核果。
1981年的克朗奎斯特分类法将其列在山茱萸科，1998年根据基因亲缘关系分类的APG 分类法认为应该单独分出一个科，放在伞形目中，2003年经过修订的APG II 分类法维持原分类，但2006年12月19日新修订的结果将假茱萸科、番茱萸科和其合并在一起。